# Giancarlo Gatti
Giancarlo Gatti (* 8. August 1936 in Vercelli) ist ein italienischer Comiczeichner. Bekannt ist er insbesondere für seine Comics mit Disney-Figuren.

## Karriere als Zeichner
Seine Karriere als Illustrator startete er beim Verlag Fabbri & Piccoli. Ab 1972 war er dann bis 1980 für den italienischen Verlag Mondadori, welcher zu diesem Zeitpunkt die Lizenz zum Erstellen und Verkaufen von Disney-Comics hatte, tätig. In dieser Zeit setzte er Skripte verschiedener Autoren, darunter Guido Martina und Jerry Siegel um. In den 1980ern zeichnete er für den Verlag Domus. Ab 1994 zeichnete Gatti dann wieder Disney-Comics, neben Geschichten mit Figuren aus dem Universum von Donald Duck und Micky Maus auch welche mit Arielle, der Meerjungfrau. Sein letzter Comic erschien erstmals 2004.